# Arena (André Volten)
Arena is een alternatieve benaming van Andre Volten zelf voor wat uiteindelijk een kunstwerk zonder titel zou worden.

## Aanleiding
Het kunstwerk is te vinden op de kade tussen de Stopera en de Amstel in Amsterdam-Centrum. Er werd een commissie ingesteld ter begeleiding van de inrichting van het toen nieuwe stadhuis van Amsterdam. Ze kreeg daartoe een budget van 1,7 miljoen gulden voor de aanschaf van kunst in en om de gebouwen. De commissie plaatste een advertentie, waarop kunstenaars konden reageren met hun voorstellen. Volten reageerde met meer dan 200 anderen, waaronder Wim T. Schippers (maakte een draaischijf voor aanstaande echtparen), Pieter Engels, Woody van Amen, Peter Struycken (de lichtkunstenaar kwam met een zwerm vogels in het theater) en Jeroen Henneman (richtte een trouwzaal in). De meesten kwam met ontwerpen voor binnen het gebouw, Volten met een voor buiten.

## Beeld
Binnen het gebouwencomplex is hier een uitsparing gemaakt tussen de hoogbouw van de theaterzaal enerzijds en kantoren anderzijds. Volten ontwierp voor die plek een grote ring van 48 blokken roze graniet uit Portugal, die door de rooilijn heenbreekt. Die ring is (verticaal) scheef in het straatbeeld gelegd. Aan de kant van de Amstel komt ze een halve meter boven de grond, aan de kant van het gebouw zinkt ze een halve meter de grond in. Zo ontstaan vanzelf aan beide einden zitgelegenheden. Volten wilde hiermee een arena scheppen voor debat of destijds nog een veilige plek voor verkeer. Volten legde de ring neer, zodat het plein een open karakter houdt. Destijds kwam hier nog verkeer bestaande uit bijvoorbeeld trouwauto’s en touringcars voor het theater. Hij zag ook een veilige mogelijkheid voor gesprekken tussen burgers en bestuurders, er konden naar zijn visie voldoende mensen binnen de ring staan. Het werk mocht volgens de kunstenaar geen blokkade opwerpen: "Er overheen klimmen is niet nodig, je kunt er in afdalen", aldus de kunstenaar in Het Parool van 9 september 1986.